# Pholcomma turbotti
Pholcomma turbotti là một loài nhện trong họ Theridiidae.
Loài này thuộc chi Pholcomma. Pholcomma turbotti được Brian John Marples miêu tả năm 1956.